# Liste de peintures de Jean Senelle
Cette page dresse la liste des peintures de Jean Senelle, peintre français du XVIIe siècle.

## Liste
| Image | Titre                                                                     | Technique                      | Date           | Commentaire | Lieu de conservation                               | Catalogue (Kerspern, 1997) |
| ----- | ------------------------------------------------------------------------- | ------------------------------ | -------------- | ----------- | -------------------------------------------------- | -------------------------- |
|       |                                                                           |                                |                |             |                                                    |                            |
|       | Saint Jean Baptiste                                                       | Huile sur bois 79,5 x 80,5 cm  | 1628           |             | Collection particulière                            | Non catalogué              |
|       | La Prédication de saint Jean-Baptiste                                     | Huile sur bois 131 x 214 cm    | 1629           |             | Meaux, musée Bossuet                               | 1                          |
|       | Saint Fiacre                                                              | Huile sur toile 161 x 151 cm   |                |             | Marcilly, église Saint-Étienne                     | 2                          |
|       | La Descente de croix                                                      | Huile sur toile 140 x 108 cm   | 1630           |             | Meaux, musée Bossuet                               | 3                          |
|       | Saint Roch                                                                | Huile sur bois 81 x 64 cm      |                |             | Armentières-en-Brie, église Saint-Germain-de-Paris | 4                          |
|       | La Remise du rosaire                                                      | Huile sur toile 235 x 162 cm   |                |             | Choisy-en-Brie, église Saint-Pierre-et-Saint-Paul  | 5                          |
|       | Sainte Cécile                                                             | Huile sur toile 115 x 89 cm    |                |             | Collection particulière                            | 6                          |
|       | L'Adoration des mages                                                     | Huile sur toile 335 x 250 cm   | 1636           |             | Meaux, cathédrale Saint-Étienne                    | 7                          |
|       | L'Adoration des mages (esquisse)                                          | Huile sur toile 30,5 x 39 cm   | 1636           |             | Collection particulière                            | 7A                         |
|       | Esculape                                                                  | Huile sur toile 99 x 69 cm     | 1639           |             | Orléans, centre hospitalier régional               | 8                          |
|       | Saint François remettant le cordon et la règle de son ordre à saint Louis | Huile sur toile 290 x 195 cm   |                |             | Orléans, musée des Beaux-Arts                      | 9                          |
|       | Angelots portant les instruments de la Passion                            | Huile sur plâtre 538 x 370 cm  |                |             | Meaux, musée Bossuet (chapelle haute)              | 10                         |
|       | L'Assomption de la Vierge                                                 | Huile sur bois                 |                |             | Paris, église Saint-Paul-Saint-Louis               | 11                         |
|       | Le Serpent d'airain                                                       | Huile sur toile 290 x 619 cm   | 1639-1641      |             | Toulouse, musée des Augustins                      | 12                         |
|       | L'Invention de la vraie croix                                             | Huile sur toile 300 x 658 cm   | vers 1641      |             | Toulouse, musée des Augustins                      | 13                         |
|       | L'Invention de la vraie croix (esquisse)                                  | Huile sur toile 52,5 x 98,5 cm | vers 1641      |             | Collection particulière                            | 13A                        |
|       | La Présentation au Temple                                                 | Huile sur toile 102 x 90 cm    | vers 1640      |             | Rennes, musée des Beaux-Arts                       | Non catalogué              |
|       | Saint Jean Baptiste                                                       | Huile sur toile 153 x 98 cm    |                |             | Meaux, musée Bossuet                               | 14A                        |
|       | L'Adoration des mages                                                     | Huile sur toile 270 x 220 cm   |                |             | Meaux, musée Bossuet                               | 14B                        |
|       | Saint Nicolas                                                             | Huile sur toile 153 x 98 cm    |                |             | Meaux, musée Bossuet                               | 14C                        |
|       | La Mort de saint François d'Assise                                        | Huile sur toile 225 x 160 cm   | vers 1640-1650 |             | Québec, église Saint-Michel-de-Sillery             | Non catalogué              |
|       | La Résurrection de Lazare                                                 | Huile sur toile 230 x 155 cm   |                |             | Villenoy, église Sainte-Aldegonde                  | 15                         |
|       | Le Baptême de Clovis                                                      | Huile sur toile 216 x 183 cm   | 1644           |             | Saint-Rémy-de-la-Vanne, église Saint-Rémy          | 16                         |
|       | Saint Marc                                                                | Huile sur toile 164 x 108 cm   | vers 1645      |             | Orléans, musée des Beaux-Arts                      | 17                         |
|       | Saint Matthieu                                                            | Huile sur toile 164 x 108 cm   | vers 1645      |             | Orléans, musée des Beaux-Arts                      | 18                         |
|       | La Sainte Famille                                                         | Huile sur toile 79 x 60 cm     |                |             | Localisation actuelle inconnue                     | 19                         |
|       | La Cène                                                                   | Huile sur bois 135 x 80 cm     | vers 1646      |             | Meaux, cathédrale Saint-Étienne                    | 20                         |
|       | La Vie de saint Martin : saint Martin ordonné diacre                      | Huile sur bois 79 x 34 cm      | 1647-1649      |             | Meaux, musée Bossuet                               | 21B                        |
|       | La Vie de saint Martin : saint Martin ordonné prêtre                      | Huile sur bois 76 x 49 cm      | 1647-1649      |             | Meaux, musée Bossuet                               | 21C                        |
|       | La Vie de saint Martin : saint Martin sacré évêque                        | Huile sur bois 76 x 53 cm      | 1647-1649      |             | Meaux, musée Bossuet                               | 21D                        |
|       | La Vie de saint Martin : la messe de saint Martin                         | Huile sur bois 79 x 32 cm      | 1647-1649      |             | Meaux, musée Bossuet                               | 21E                        |
|       | L'Adoration des mages                                                     | Huile sur toile 92 x 121 cm    |                |             | Augnat, église Sainte-Marthe                       | 22                         |
|       | La Déploration de saint Éloi par sainte Bathilde ou La mort de saint Éloi | Huile sur toile 210 x 165 cm   | 1649           |             | Meaux, cathédrale Saint-Étienne                    | 23                         |
|       | L'Adoration de nom de Jésus par quatre saints                             | Huile sur toile 120 x 130 cm   |                |             | Vétheuil, église Notre-Dame                        | 24                         |
|       | Artémise ou Sophonisbe                                                    | Huile sur toile 118 x 50 cm    |                |             | Localisation actuelle inconnue                     | 25                         |
|       | Deux Angelots tenant un phylactère                                        | Huile sur plâtre 98 x 118 cm   |                |             | Bazoches, chapelle du château                      | 26                         |
|       | La Vierge à l'Enfant adorée par les anges                                 | Huile sur toile 160 x 109 cm   |                |             | Bazoches, château                                  | 27                         |